# سردینویه
سردینویه (به لاتین: Seredinnoye) یک منطقهٔ مسکونی در روسیه است که در استان آمور واقع شده‌است.